# Dover International Speedway

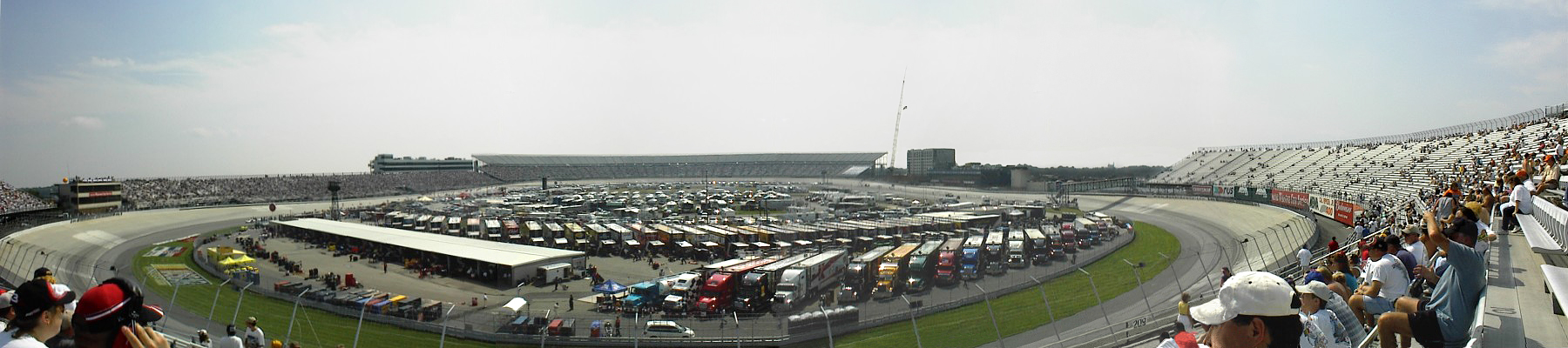
Dover International Speedway.

De Dover International Speedway is een racecircuit gelegen in Dover in de Amerikaanse staat Delaware.
Het is een ovaal circuit met een lengte van 1 mijl (1,6 km). De bouw startte in 1967 en in 1969 werd het voor de eerste keer gebruikt. Momenteel worden er onder meer races gehouden uit de NASCAR Sprint Cup, de NASCAR Nationwide Series en de Camping World Truck Series. In 1998 en 1999 werd er een race gehouden uit de IndyCar Series.

## Winnaars op het circuit
Winnaars op het circuit voor een race uit de Indy Racing League kalender.
| Jaar | Rijder      |
| ---- | ----------- |
| 1998 | Scott Sharp |
| 1999 | Greg Ray    |